# Martin Glaser
Martin Glaser (* 5. února 1974 Sokolov) je český divadelní režisér, v letech 2016 až 2014 umělecký šéf činohry Jihočeského divadla, od roku 2013 ředitel Národního divadla Brno. Od srpna 2028 by se měl stát ředitelem Národního divadla v Praze.

## Život
Během gymnaziálních studií (maturoval v roce 1992) plánoval kariéru vědce, ale po dvou letech studia chemie na Přírodovědecké fakultě Univerzity Karlovy přestoupil na Divadelní fakultu Akademie múzických umění v Praze a zde vystudoval obor činoherní režie a dramaturgie (promoval v roce 1997 a získal titul MgA.). Ještě předtím ale se svými spolužáky založil generační Divadlo na prahu, ve kterém uvedl své první inscenace.
Už během studia na DAMU přijal angažmá v Jihočeském divadle v Českých Budějovicích, kde působil od roku 1998 jako kmenový režisér. Od ledna 2006 byl i uměleckým šéfem tamního činoherního souboru. V divadle působil až do konce února 2014, jako šéf činohry však skončil již v lednu 2014.
V listopadu 2013 se stal ředitelem třísouborového Národního divadla Brno, je rovněž ředitelem dvou mezinárodních festivalů Janáček Brno a Divadelní svět Brno.
Na začátku února 2025 zveřejnil ministr kultury ČR Martin Baxa, že Glaser bude od 1. srpna 2028 novým ředitelem Národního divadla v Praze, do té doby jej povede jeho dosavadní šéf Jan Burian.